# Bion 11
Bion 11 (Бион 11, en ruso) fue el nombre de un satélite artificial ruso perteneciente a la serie de satélites Bion. Fue lanzado el 24 de diciembre de 1996 desde el cosmódromo de Plesetsk mediante un cohete Soyuz y regresó a la Tierra el 7 de enero de 1997.

## Objetivos
Bion 11 llevaba a bordo dos monos (Lalik y Multik) para la realización de diversos estudios relacionados con el vuelo espacial.

## Características
Bion 11 estaba basada, como todas las naves de la serie Bion, en los satélites de reconocimiento Zenit. La nave estuvo 15 días en órbita.